# Our
Our sau Ur este un afluent al râului Sauer cu o lungime de 96 km, care curge de-a lungul graniței între Germania și vecinii săi Belgia și Luxemburg.

## Cursul râului
Our izvorăște din munții Eichelsberg (653 m) din Ardeni (Belgia) curge spre nord și face graniță naturală dintre Germania și Belgia, de la Colțul celor trei frontiere urmează până la Wallendorf (Eifel), (Irrel), linia de graniță dintre Germania și Luxemburg. La Wallendorf se varsă în Sauer care la rândul lui se varsă în Mosel.

## Localități de-a lungul râului
| - Roth an der Our - Ouren - Sevenig - Dahnen - Dasburg | - Rodershausen - Obereisenbach - Stolzemburg - Bettel - Gentingen | - Ammeldingen an der Our - Schönberg - Wallendorf la Bollendorf. - Grüfflingen la St. Vith. - Vianden (Luxemburg) - Manderfeld (Belgia) |

## Afluenți
- Auw (pe versantul stâng, la km 9)
- Ihrenbach (pe versantul stâng, la km 21)
- Braunlauf (pe versantul drept, la km 23)
- Winterspelter Bach (pe versantul stâng, la km 26)
- Ulf (pe versantul drept, la km 30)
- Irsen (pe versantul stâng, la km 67)